# Scopula contramutata
Scopula contramutata är en fjärilsart som beskrevs av Louis Beethoven Prout 1920. Scopula contramutata ingår i släktet Scopula och familjen mätare. Inga underarter finns listade.